# Abbaye de Robertsbridge
L’abbaye de Robertsbridge est une ancienne abbaye cistercienne située dans la paroisse civile de Salehurst et Robertsbridge (dans le comté du Sussex de l'Est), en Angleterre. Comme la plupart des abbayes britanniques, elle a été fermée par Henry VIII à la fin de la campagne de dissolution des monastères.

## Situation
L'abbaye de Robertsbridge est située dans la vallée du Rother, petit fleuve côtier du Sussex, à deux kilomètres à l'est du village de Robertsbridge, et à six cents mètres environ au sud-est du hameau de Salehurst.

## Histoire

### Fondation
L'abbaye de Robertsbridge est fondée en 1176 à l'initiative d'Alvred de St. Martin, sénéchal (« dapifer ») du roi Richard Ier, de sa femme Alice d'Aubigny, ainsi que du fils Henri II de cette dernière (né de son premier mariage avec Jean d'Eu). La charte de fondation de l'abbaye est confirmée rapidement par Seffrid II (en), évêque de Chichester.

### L'abbaye au Moyen Âge
L'emplacement originel du monastère était plus proche de l'eau, sur la paroisse de Salehurst, mais les inondations régulières incitent les moines à déplacer le site, probablement vers 1250.
L'abbaye, quoiqu'elle ne fonde pas d'abbaye-fille (et compte donc notablement moins de soixante moines), acquiert cependant une importance considérable dès ses premières années. En effet, c'est son abbé, avec celui de Boxley, qui est envoyé en 1192 en mission diplomatique en Bavière pour retrouver Richard (alors prisonnier de Léopold d'Autriche).
L'abbaye conserve cette importance, ainsi qu'une réputation de maison particulièrement disciplinée et ordonnée, au cours du XIIIe siècle, durant lequel le roi Henri III visite au moins deux fois l'abbaye (et lui extorque d'importantes sommes).Cependant, au XIVe siècle, cette période fastueuse est passée. Si le roi Édouard II visite lui aussi l'abbaye en 1394, l'évêque d'Exeter semble ne même pas savoir où elle est située.

### Liste des abbés connus de Robertsbridge
- Denis ;
- William, attesté de 1197 à 1219 ;
- William de St. Noet, attesté en 1222 ;
- John, attesté de 1223 à 1230 ;
- William, attesté en 1236 et en 1252 ;
- Roger, attesté en 1258 et en 1278 ;
- Mainard, attesté en 1280 ;
- Walter, attesté en 1288;
- Thomas, attesté en 1293 ;
- Robert, c. 1300 ;
- Lawrence, attesté en 1302, quitte sa charge en 1311 ;
- John de Wallyngfelde, élu en 1311 ;
- Alan, attesté en 1315 et en 1317 ;
- Nicholas, attesté en 1320 ;
- John, attesté en 1324 ;
- John de Lamberhurst, mort en 1333 ;
- John de Wormedale, élu en 1333 ;
- John Wysdon, attesté en 1340 ;
- John, attesté en 1345 ;
- Simon, attesté en 1349 ;
- Adam, attesté en 1357 ;
- Giles ;
- William Lewes, élu en 1397, attesté en 1399 ;
- John Lonsford, élu en 1409, attesté en 1419 ;
- Thomas, attesté en 1427 ;
- John, attesté en 1435 ;
- John Whitton, mort en 1442 ;
- William Batayle, élu en 1442, attesté en 1458 ;
- Thomas, attesté en 1474-78 ;
- William, attesté en 1483-6 ;
- John Goodwin, élu en 1491, attesté en 1511 ;
- William, attesté en 1513 et en 1523 ;
- Thomas Taylor, attesté en 1529 et à la dissolution en 1538[4].

### Dissolution du monastère

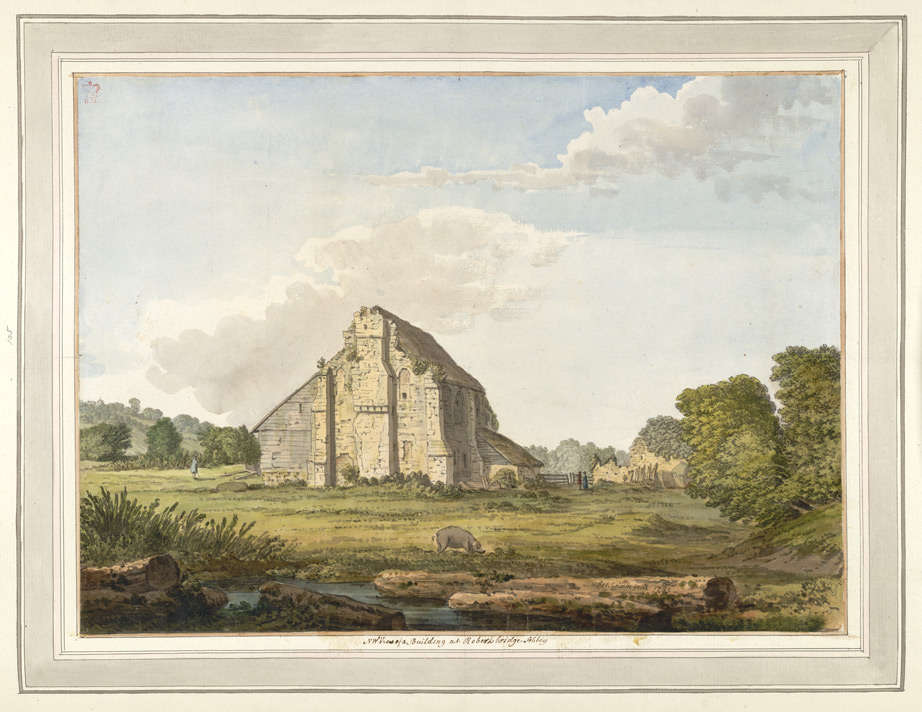
Tableau peint en 1783 par Samuel H. Grimm, représentant les ruines de l'abbaye vues du nord-ouest.

Le 16 avril 1538, comme l'immense majorité des monastères britanniques, à la suite de la rupture entre Henry VIII et l'Église catholique, l'abbaye de Robertsbridge est fermée lors de la campagne de dissolution des monastères. Les moines sont alors au nombre de huit ou, suivant les sources, de douze.
Après la dissolution, le site est acquis par William Sidney (en), qui y établit une forge. Celle-ci subsiste jusque vers la fin du XVIIIe siècle. L'abbatiale est entièrement détruite, les autres bâtiments étant transformés en habitation privée.